# 广顺县
广顺县是中国历史上的一个旧县名。
民国二年（1913年），改广顺州为广顺县，治今贵州省长顺县广顺镇。民国三十年（1941年），广顺县与长寨县合并为长顺县。